# Vicente Autiero
Vicente Luis Autiero, militar y político argentino que participó del conflicto de las Malvinas de 1982 como piloto de ataque. Durante el Gobierno de Mauricio Macri, fue subsecretario de Coordinación de la Secretaría de Fronteras, Ministerio de Seguridad. También fue titular de la RANE en Resistencia, Chaco y agregado de Defensa Militar, Naval y Aéreo de la embajada Argentina en Francia.
Fue un piloto de caza en la Fuerza Aérea Argentina que tuvo el grado de Teniente. Es reconocido por sus acciones durante la Guerra de Malvinas, donde voló cazas a reacción a bordo de un Skyhawks A4-B como parte del Grupo 5 de Caza basado en Río Gallegos, localidad austral de la Patagonia Argentina. Una sus misiones más recordadas fue el ataque a la marina británica en San Carlos el 21 de mayo durante la jornada del desembarco en que puso fuera de acción a la Fragata inglesa  HMS Argonaut (F-56) junto a su líder el Teniente Primero Alberto Filippini.

## Carrera militar

### Guerra de las Malvinas
En 1982, Vicente Autiero era teniente y aviador de A-4B Skyhawk en el Grupo 5 de Caza. Como tal estuvo en batalla de San Carlos que inició el 21 de mayo de 1982. Salió en la tercera oleada, integrando la Escuadrilla Leo, lidera por Alberto Filippini.
Autiero se embarcó para las Islas Malvinas en 1982, destacándose por su participación en el hundimiento del HMS Argonaut Durante el ataque, Autiero levantó vuelo para poder observar mejor a los objetivos establecidos por Filippini, que se encontraban del otro lado de una lengua de tierra que se interponía entre los aviones argentinos y los buques ingleses. Esto le permitió distinguir a dos buques de guerra que estaban muy cerca uno del otro, casi en la boca de la Bahía San Carlos, y a una tercera nave, la Argonaut, que estaba ingresando por la boca norte del Estrecho y navegaba muy pegado a la costa y a un acantilado de la Isla Soledad, que le proporcionaba una protección natural frente a los posibles ataques aéreos. Regresó a vuelo rasante, en silencio para no ser detectado por los enemigos, y al llegar grita a la derecha para que Filippini supiera en que dirección encaminarse. 
Sin embargo, los artilleros navales ingleses estaban atentos y tan pronto como los aviones argentinos fueron deslizándose frente a ellos sufrieron el impacto de las municiones que buscaban derribarlos sobre la tierra y la playa. Autieri voló debajo de esa concentración de fuego mientras Filippini estaba arriba y a la derecha, haciendo puntería y lanzando bombas a unos 1000 km/h mientras que los ingleses detuvieron  la marcha del navío para poder mantenerlo cerca del alto y abrupto acantilado. Logró neutralizar el objetivo aprovechando un hueco libre para virar a la derecha y derriba una antena.
La escuadrilla pudo regresar a su base, escalando a muy baja altura. El resultado del ataque había sido explosiones sobre la cubierta de la fragata y los cinco aviones A-4B que habían participado en el ataque aterrizaron en Río Gallegos, donde las pequeñas averías que habían sufrido fueron reparadas.

## Reconocimientos
- Condecoración de  “El Honorable Congreso de la Nación a los combatientes” por sus relevantes méritos, valor y heroísmo en defensa de la Patria.
- “Cruz Naval a los Servicios Distinguidos”